# Рувне (Підкарпатське воєводство)
Рувне (пол. Równe) — село в Польщі, у гміні Дукля Кросненського повіту Підкарпатського воєводства.
Населення — 1954 особи (2011).
У 1975—1998 роках село належало до Кросненського воєводства.

## Демографія
Демографічна структура станом на 31 березня 2011 року:
|          | Загалом | Допрацездатний вік | Працездатний вік | Постпрацездатний вік |
| -------- | ------- | ------------------ | ---------------- | -------------------- |
| Чоловіки | 962     | 223                | 641              | 98                   |
| Жінки    | 992     | 205                | 538              | 249                  |
| Разом    | 1954    | 428                | 1179             | 347                  |